# Fontana del Nettuno (Napoli)
La fontana del Nettuno (detta anche fontana Medina) è una fontana monumentale della città di Napoli.

## Storia

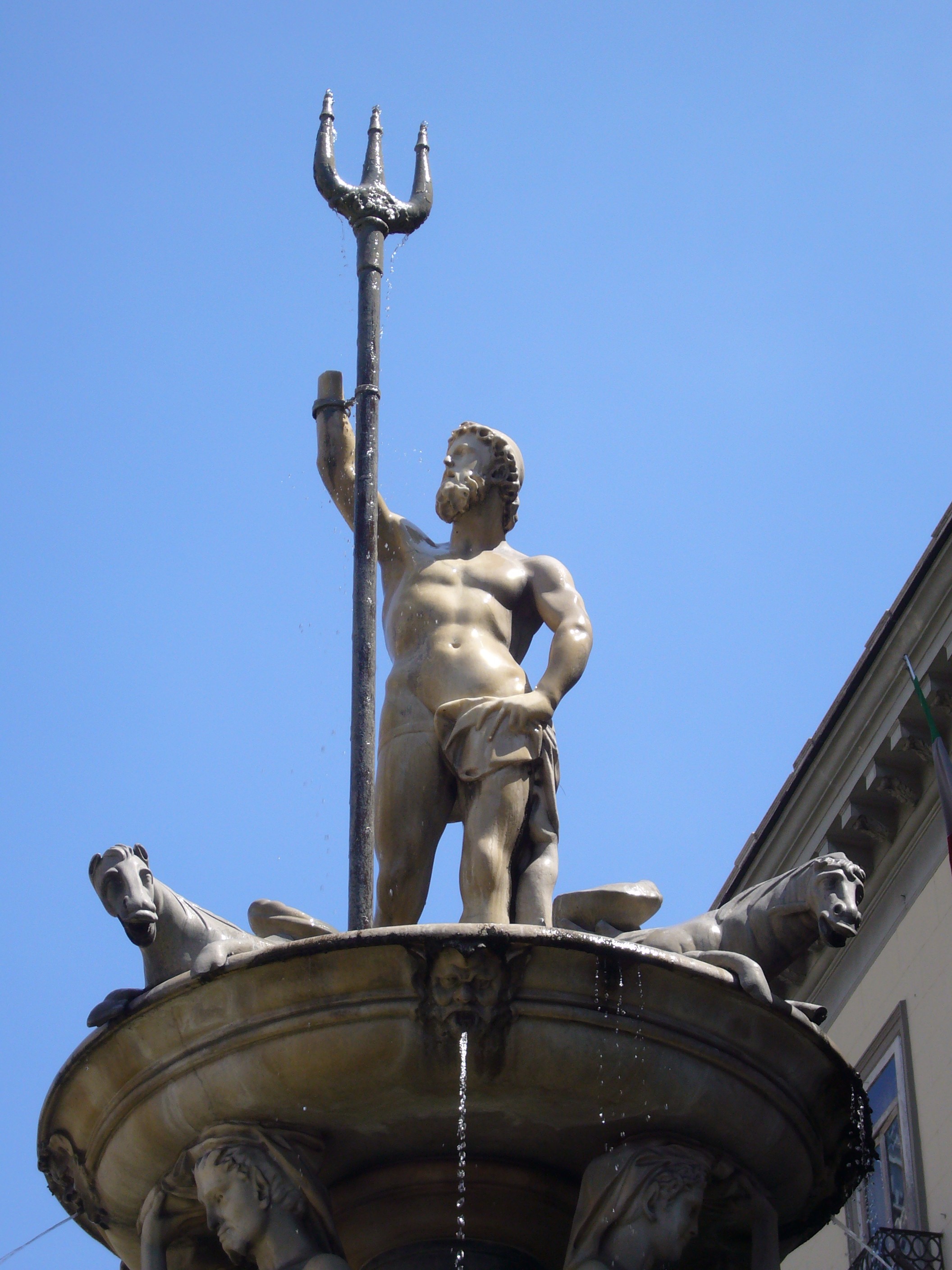
Particolare del Nettuno

Voluta dal viceré Enrique de Guzmán, conte di Olivares, il quale governò a Napoli dal 1595 al 1599, fu effettivamente realizzata tra il 1600 e il 1601, durante il viceregno del conte di Lemos, su direzione di Domenico Fontana. Alla realizzazione della fontana parteciparono anche Michelangelo Naccherino (che realizzò il Nettuno), Angelo Landi e Pietro Bernini (che scolpì i mostri marini). Si pensava in passato che la fontana fosse opera di Giovanni Domenico D'Auria, il quale tuttavia era già morto quando l'Olivares era viceré.
La fontana fu costruita presso l'Arsenale del porto e inizialmente lì sistemata. Rimasta a secco di acqua a causa del luogo idricamente infelice, nel 1628 per iniziativa del viceré duca d'Alba fu trasportata al largo di Palazzo (attuale Piazza del Plebiscito) presso il Palazzo Reale. Ricevono l'ordine di smontarla e trasportarla Vitale Finelli e Matteo de Curtis. Data l'importanza del provvedimento, il topografo Alessandro Baratta si premurò di disegnare la fontana nella nuova collocazione all'interno della prima edizione della sua veduta della città, pubblicata nel 1629.
Tuttavia risultando d'intralcio per le feste in piazza, nel 1634 durante il viceregno del conte di Monterey fu spostata a Santa Lucia, presso il baluardo d'Alcalà, dove fu arricchita dalle sculture di Cosimo Fanzago, il quale vi lavorò assieme ai figli Carlo e Ascenzio. Il nobile Cesare Carmignano, ideatore dell'omonimo acquedotto cittadino aperto nel 1629, progettò la tubazione che avrebbe alimentato la fontana nel suo nuovo collocamento.

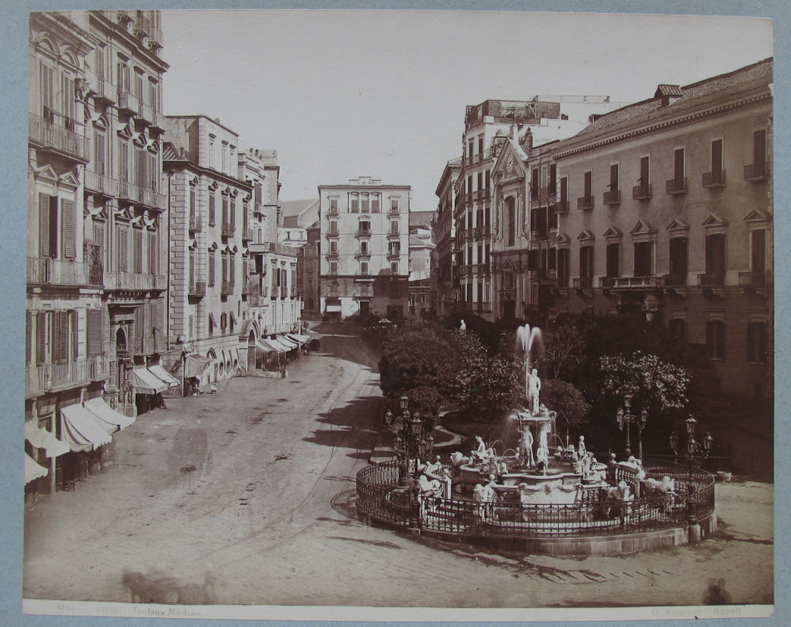
Foto Sommer. La fontana posta all'inizio di via Medina, prima del 1886

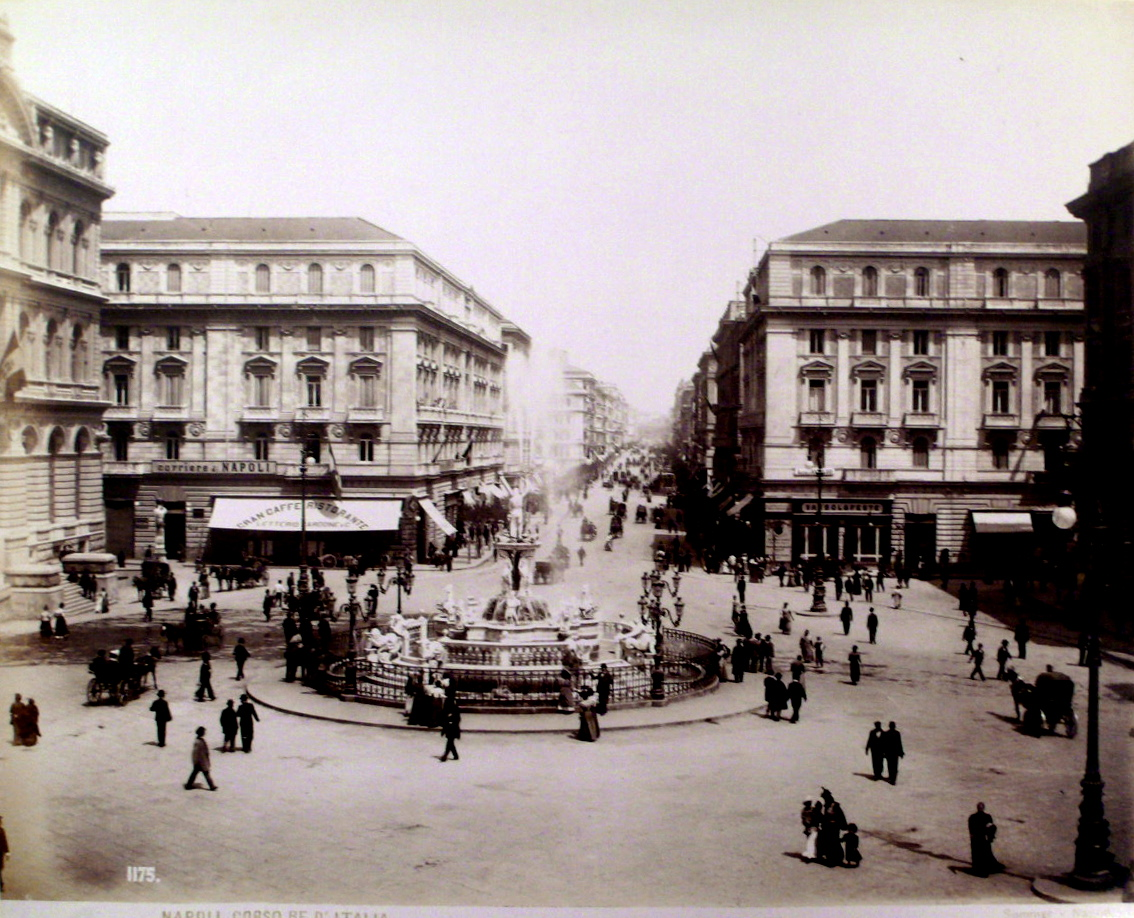
Dopo il 1898. La fontana al centro di piazza Bovio

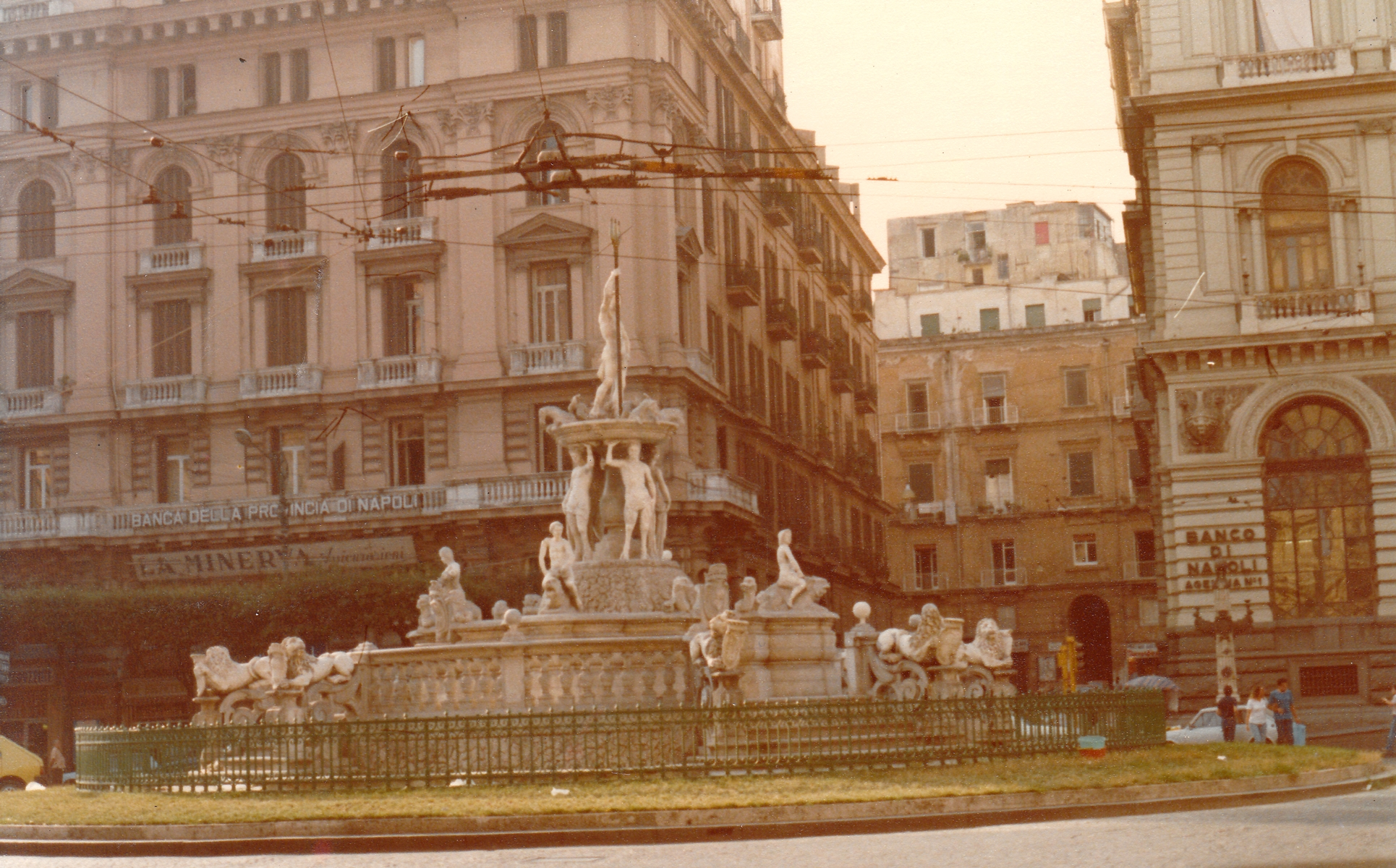
La Fontana del Nettuno ancora a piazza Bovio, nel 1982

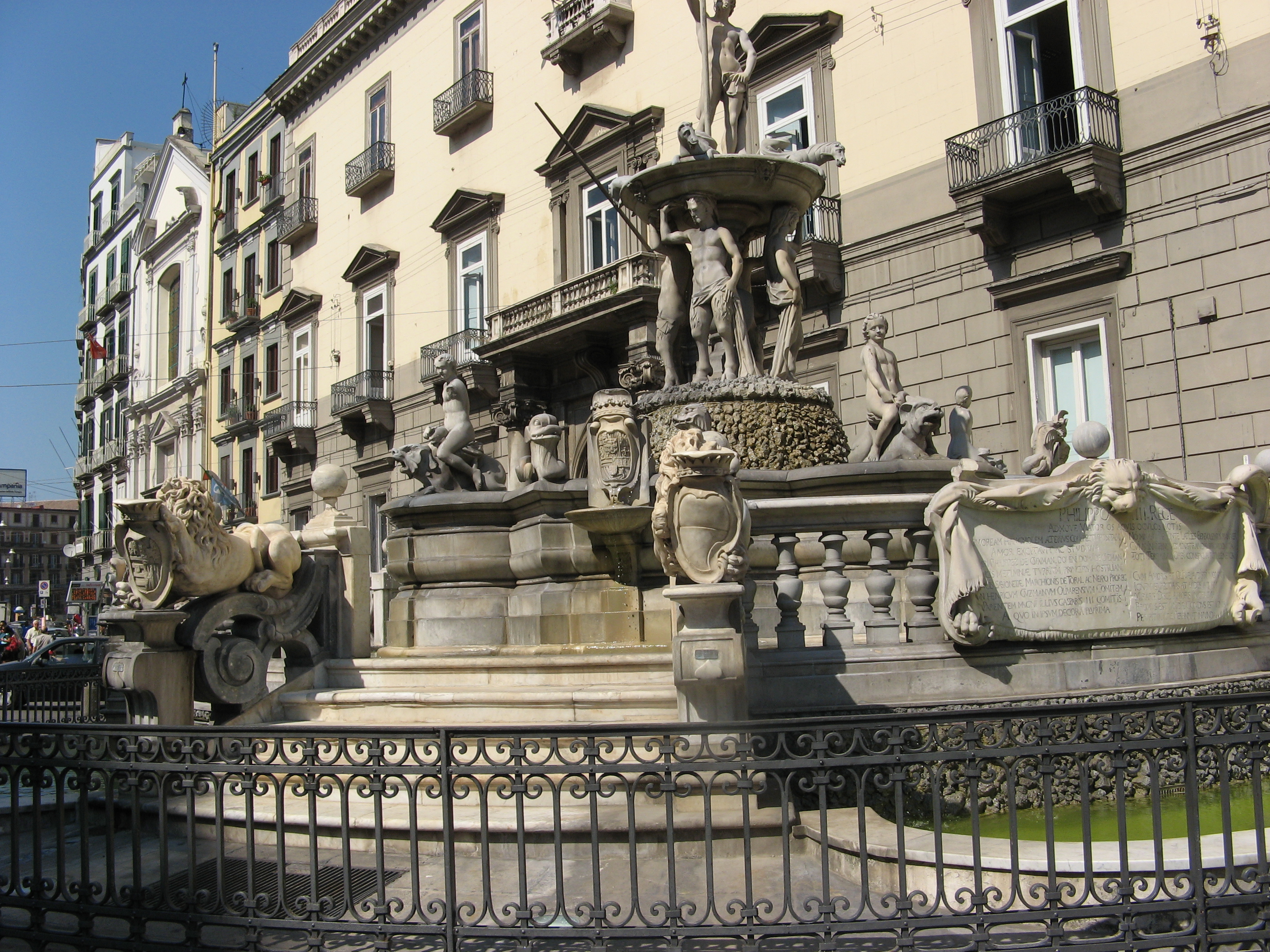
La Fontana del Nettuno nuovamente a via Medina nel 2008

Nei primi mesi del 1639 il viceré Ramiro Felipe Núñez de Guzmán, duca di Medina di las Torres, decise che la fontana fosse portata al largo delle Corregge, in corrispondenza della chiesa di San Gioacchino (la chiesa di San Diego all'Ospedaletto) e incaricò il Fanzago, che si avvalse della collaborazione di Donato Vannelli e Andrea Iodice, di rimaneggiarla ulteriormente. Nel 1642 i lavori erano terminati. Lo spostamento dell'opera era nell'ottica di abbellimento della strada stabilito dal viceré, per cui da allora sia la strada che la fontana furono indicate col suo nome: Medina.
Mutilata al tempo della rivolta di Masaniello (1647-1648), fu nel 1649 oggetto di restauro da parte dello Iodice e di Francesco Castellano. Depredata dal viceré Pedro Antonio de Aragón (1672), fu di nuovo parzialmente restaurata nel 1675 e dopo questa data ebbe probabilmente un ulteriore spostamento, presso l'inizio della via del Molo.
Carlo Celano nel 1692 e Domenico Antonio Parrino nel 1725 infatti la segnalano all'altezza del palazzo Caravita di Sirignano, cioè all'inizio di via Medina (dove cominciava pure la via del Molo, che scendeva appunto verso il Molo Grande). La guida erudita de' forestieri di Pompeo Sarnelli del 1688 contiene al suo interno una stampa (con dedica del libraio Antonio Bulifon) che raffigura la fontana dirimpetto il Castel Nuovo. Anche la mappa del Duca di Noja, prima carta topografica moderna della città, completata nel 1775, la colloca in questo luogo.
Dopo circa due secoli, in cui si susseguirono altri restauri, nel 1886, in vista dei grandi lavori imposti dal "Risanamento" e che prevedevano il rifacimento di via Medina, fu rimossa da quel luogo e depositata nelle grotte sotto Pizzofalcone (in via della Pace, attuale via Domenico Morelli). Nell'aprile 1896 il regio commissario Ottavio Serena deliberò che il luogo deputato ad accogliere la fontana fosse una nuova piazza ottenuta dai lavori del Risanamento: piazza Agostino Depretis (attuale piazza Nicola Amore), ma problemi tecnici ne impedirono la collocazione. Sette mesi dopo, a novembre, una proposta della commissione municipale per i monumenti suggeriva di collocarla nella nuova piazza Municipio, che in quegli anni veniva ampliata con la demolizione di molti degli edifici che la ingombravano.
Nel 1898 (anno dell'ultima delibera del Comune sul suo riposizionamento) riapparve finalmente nella piazza della Borsa (attuale piazza Bovio), dove rimase fino al 2000, quando, rimossa per l'apertura del cantiere della metropolitana, riapparve nel 2001, con grande sorpresa dei napoletani, in via Medina (anche se la sua posizione differì di poco dalla prima, essendo posta all'altezza di palazzo Fondi) dopo accurato intervento di restauro.
Nel 2014 la fontana è stata restaurata e smontata per essere poi ricostruita (operazione conclusasi nei primi mesi del 2015) in piazza Municipio dinanzi palazzo San Giacomo, come previsto dal progetto della nuova piazza curato dagli architetti Álvaro Siza e Eduardo Souto de Moura che hanno progettato innanzitutto la sottostante stazione Municipio della linea 1 della metropolitana. L'inaugurazione della fontana e la conseguente apertura al pubblico della parte di piazza dove è collocata sono avvenute il 23 maggio 2015, giorno in cui si è svolta l'inaugurazione della stazione alla presenza delle autorità.

## Descrizione

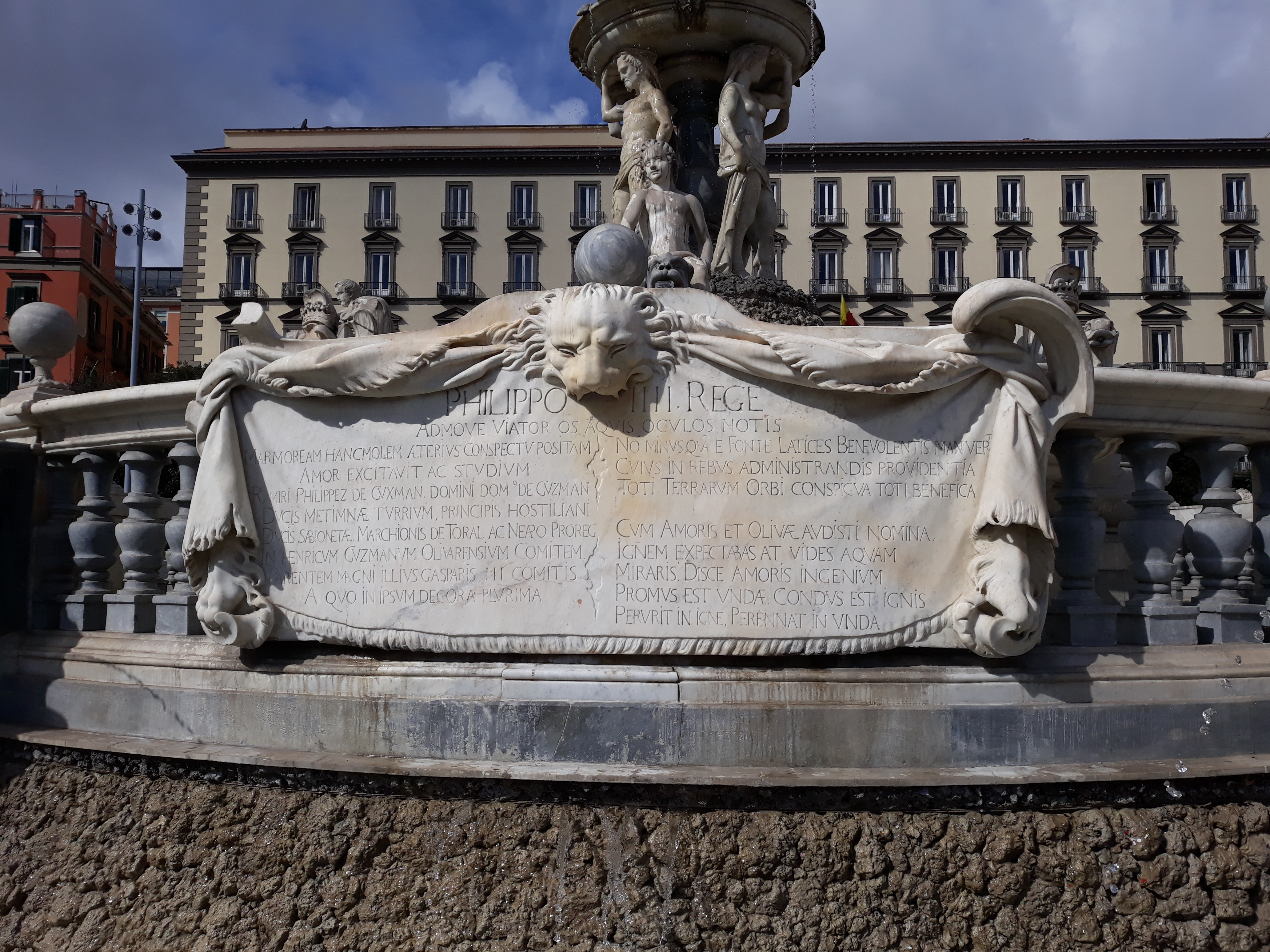
Particolare della fontana con in risalto la targa

Di forma circolare, la fontana è circondata da una balaustra con quattro gradinate diametralmente opposte, ornate da eleganti viticci a traforo su cui sono posti quattro leoni dai quali sgorga l'acqua, recanti tra le zampe lo scudo della città e del duca di Medina e di Carafa, frutti di un rimaneggiamento ed ampliamento ad opera di Cosimo Fanzago.
Due mostri marini versano l'acqua nella vasca centrale sottostante, adornata con delfini che cavalcano tritoni che a loro volta emettono acqua: una composizione dovuta alla mano di Pietro Bernini. 
Al centro della fontana, su uno scoglio, due ninfe e due satiri reggono sulla testa una coppa sulla quale troneggia una statua di Nettuno con tridente, opera di Michelangelo Naccherino, dalla quale zampilla l'acqua.

## Cronologia degli spostamenti
- 1601: Arsenale del porto
- 1628: Largo di Palazzo (Piazza del Plebiscito)
- 1634: Via Santa Lucia (presso il baluardo d'Alcalà)
- 1639: Via Medina (prima presso la chiesa di San Diego all'Ospedaletto, poi dinanzi palazzo Sirignano)
- 1898: Piazza Bovio (Piazza Borsa)
- 2001: Via Medina (presso palazzo Fondi)
- 2015: Piazza Municipio (antistante Palazzo San Giacomo)